# Hypolycaena aimnestus
Hypolycaena aimnestus är en fjärilsart som beskrevs av Hans Fruhstorfer 1912. Hypolycaena aimnestus ingår i släktet Hypolycaena och familjen juvelvingar. Inga underarter finns listade i Catalogue of Life.